# Михайло I (король Дуклі)
Михайло I (серб. Михаило I; *д/н — †1081) — великий жупан Рашки у 1050—1077 роках та 1-й король Дуклі у 1077—1081 роках.

## Життєпис

### Великий жупан
Походив з династії Воїславовичів. Син Стефана Воїслава, князя сербів. Перша згадка припадає на 1042 рік, коли Михайло брав участь у битві при Барі, в якому серби здобу перемогу над візантійцями.
Після смерті батька у 1043 році розділив державу з 4 братами (Гоїславом, Предімиром, Саганеком, Радославом), які отримали Травунью, Захум'є, Лужку (Зету), Рашку. Сам Михайло став князем Дуклі, Церменіци, Прапартни, Тарабош. Наступні роки присвятив об'єднанню земель. Водночас Михайло Воїславович уклав союз з братами для захисту сербських земель від зазіхань Візантійської імперії. Цей договір вважається найстарішим в сербській історії.
У 1046 році прийняв титул великого жупана Рашки, перемігши своїх братів. Від візантійців отримав титул князь трибаллів та сербів. В наступні роки Михайло I використовував боротьбу за владу в Візантії, остаточно позбувся залежності останнього.
1050 року Костянтин IX Мономах надав Михайлу Воїславовичу почесний титул протоспафарія. Водночас було укладено мирний договір на 20 років, що було підтверджено шлюбом Михайла з небогою візантійського імператора. Того ж року прийняв титул короля Дуклі (за іншими відомостями став іменуватися великим жупаном Рашки), який не було визнано Візантією.
З цього моменту Михайло I дотримувався миру із сусідами, приділяв більшу увагу розбудові військової й економічної потуги своєї держави. 1060 року передав частину Рашки молодшому сину Петріславу.
У 1072 році почалося повстання болгар проти візантійського панування. Візантійці не мали змоги гідно пручатися з огляду на наступ сельджуків після перемоги останніх при Манцікерті 1071 року.
Михайло I спрямував сина Бодіна як нащадка династії комутопулів, правителів Болгарії. Останній коронувався царем Болгарії, розпочавши війну проти Візантійської імперії. Король Дуклі активно допомагав синові, але зрештою сербське військо під орудою молодшого сина Петріслава зазнало поразки у битві при Драчі. Втім зумів зберегти за собою важливе місто Котор, перед тим захоплене у візантійців, відбивши у 1075 році напад Никифора Врієннія Молодшого.

### Король Дуклі
У цій ситуації Михайло I звернувся за допомогою до папи римського Григорія VII як противаги Візантії. Від Папи Римського у 1077 році отримав королівську корону. Також в листуванні називався Папою Григорієм VII "королем слов'ян". 
Водночас король Дуклі намагався маневрувати між західною та східною церквами, сподіваючись зміцнити своє становище. Того ж року підкорив Дубровник. Було укладено союз з норманськими герцогствами в Південній Італії. До 1080 року під владою Дуклі опинилася Боснія.
Помер 1081 році у під час спільного походу з Робертом Гвіскаром проти міста Дуррес. Владу успадкував його син Костянтин Бодін.

## Родина
Дружина — Неда Мономахіна
Діти:
- Володимир
- Бодін (д/н-1101), король Дуклі у 1081—1101 роках
- Доброслав (д/н-1102), король Дуклі у 1101—1102 роках
- Петріслав, князь Рашки
- донька